# 法蘭西灣
65°4′S 64°2′W / 65.067°S 64.033°W
法蘭西灣（Français Cove），是南極洲的海灣，位於葛拉漢地的布斯島北端，處於威廉群島的紹萊島北端，由法國探險隊發現，現時由南極條約體系管理。